# 受胎告知 (映画)
『受胎告知』（じゅたいこくち、原題：Angyali üdvözlet、英題：The Annunciation）はハンガリー映画。1984年作。
なお、本作は日本未公開であり、日本語訳されたソフトも2007年現在存在せず、従って定まった日本語タイトルはない。当項目名は英題である“The Annunciation”の一般的な日本語訳によるものである。

## 概説
新解釈の聖書物語であり、悪魔に唆されたアダムとエヴァはエデンの園を追われた後、不思議な夢を見ることより始まる。それは自分たちの犯した罪悪ゆえに課せられた、彼らの子孫、すなわち転生した自分たちが遭遇するであろう呪われた未来の姿であった。
この作品の特筆すべきは、キャストのすべてをティーン前の子役が演じていることである。一糸纏わぬアダムやエヴァ、磔にされたキリストを始めとして、王や兵士、咎人、処刑の執行人、赤子を連れた家族、身投げ人に到るまで、一切、成人の役者は登場しない。こうしたことにより、英語圏などではときとして学芸会に喩えた紹介のなされることもあるが、しかし演技力、演出力は決して見劣りするものではなく、むしろ子役が演じることによって物語の幻想的な世界を醸し出している。
アダムの予知夢に現れるキリストの磔刑やフランス革命は、必ずしも新約聖書の記述や、歴史上にあるものとは一致しない。また、時代考証に則ったものであるともいいがたい。あくまでも幻想的叙情的なものであり、それが現実に起きたものではなく、アダムから見れば遠い未来を写した夢という幻影にとどまることを示唆しているのだが、それらの呪われた未来を一通り見終えた彼は絶望に打ちひしがれ、まだ見ぬ我が子、すなわち「創世記」によれば呪われた運命が待ち受けているとされる兄弟アベルとカインを宿す、エヴァの下腹部に口付けをしながら嘆く。そこに、呪縛から逃れる術を告げる声が響く。「汝、人から信頼されよ、そして人を信頼せよ。努め、人の上に立ち、まとめよ。人から信頼され、そして汝も信頼せよ」
キリスト教に限っても、聖書の解釈は宗派によってまちまちであり、キリストの位置付けさえも異なることがあるが、「創世記」にたびたび登場する神ヤハウェの言葉である「産めよ、増やせよ」を既存の解釈とはまったく違ったものとしているところに本作の新解釈たる所以がある。すなわち、一般にこの言葉は人間がこの世に繁栄していくことこそが神の望むものであるというものとされていることに対して、本作では呪われた人類の未来に苦悩するアダムに対して提する打開策としている。「人の上に立ち、まとめよ」と命ぜられるアダムとエヴァには、その時点ではあくまでも楽園を追放され、予知夢を見させられたのみに留まり、それらの未来が現実のものとして彼らの目の前に現れたわけではなく、それ以前にまだ自らの子すら存在していない。すなわちこの命令は、これから生まれ、未来へと続いていくであろう2人の子孫の長となるべく、多くの子孫を産み、人間の社会を拡大し、繁栄させていくべしという意味にほかならない。同時に、子役がこれらを演じることにより、自らの子がまだ生まれていないということよりも一歩ある隠喩として、彼ら自身がいまだ子どもであるということも含まれる。

## スタッフ
- 監督：イェレシュ・アンドラーシュ（Jeles András）
- 撮影：シャーンドル・カルドシュ（Sándor Kardos）
- 道具：アッティラ・コヴァーチュ（Attila Kovács）
- 音楽：イシュトヴァーン・マールタ（István Mártha）